# Can Bosc (Breda)
Can Bosc és una masia de Breda (Selva) inclosa a l'Inventari del Patrimoni Arquitectònic de Catalunya.

## Descripció
Masia situada als afores del nucli urbà de Breda, a la que s'hi arriba seguint un trencall indicat que hi ha a l'esquerra de la carretera de Breda a Riells, a 1,5 quilòmetres del nucli urbà de Breda, molt a prop de Can Clapés o Can Cortina.
L'edifici, de planta rectangular, té planta baixa i pis, i està cobert per una teulada a doble vessant desaiguant a les façanes laterals, amb el ràfec de quatre fileres.
A la façana principal, a la planta baixa, trobem la porta d'accés a l'habitatge, en arc rebaixat format per dovelles de pedra. Els brancals estan formats per carreus també de pedra. Al costat dret, una finestra en arc de llinda. Al pis, tres finestres en arc conopial, a destacar la finestra central, just sobre la porta d'entrada, per tractar-se d'un finestral gòtic d'arc conopial amb arquets, decorat als carcanyols amb elements que fan pensar en rodes.
Al lateral dret, quatre finestres, dues a cada pis. Les finestres que es troben a l'esquerra tenen una llinda monolítica i els brancals amb carreus de pedra. Les finestres que es troben a la dreta, tenen arc conopial i brancals també fets amb carreus de pedra.
A la façana posterior, tres obertures a la planta baixa i quatre al pis, totes en arc de llinda, brancals fets amb carreus de pedra, i ampit també de pedra.
Al lateral esquerre s'hi ha afegit recentment un cos en forma de ela (L), una part del qual és un porxo i l'altra part són dependències annexes d'ús lúdic.
Totes les parets són de maçoneria.
Davant la casa, un pou; i envoltant l'edifici, un gran tancat que protegeix la casa juntament amb els terrenys de la mateixa propietat i els animals que s'hi guarden.

## Història
La família Bosch es documenta a Breda ja el 1304 en la persona de Mateu de Bosch, però el mas dataria del segle xiv. En un fogatge de 1595 apareix inscrit el Mas Bosch a nom de Pere Bosch, que n'era l'hereu. També apareix en el cens de l'any 1738.
Els incendis del 1994 afectaren greument la casa i aquesta fou venuda. L'actual propietari la restaurà.